# حساب أنظمة البث
حساب أنظمة البث أو حسابات التفاضل والتكامل في أنظمة البث (CBS) هي مماثلة إلى حسبان أنظمة التواصل (CCS) حيث كل عملية (حوسبة) تتحدث كلُّ على حِدةَ وتُسمع على الفور من قبل العمليات الأخرى. فالتحدث مستقل بذاته والخلاف بين المتحدثين يتم حله بشكل غير حتمي، ولكن يمكنك السماع فقط حين يتحدث فرد آخر فقط.

## نبذة
قوانين الرصد الهادفة تختلف عن تلك التي في حسبان أنظمة التواصل فاِتصال المصافحة الخاص بها متغير إلى اتصال بثي في حسبان أنظمة البث. مما يسمح بعدة ميزات إضافية:
1. الأولوية، وتلحق فقط بالإجراءات المستقلة، وتضاف ببساطة إلى حسبان أنظمة البث بعكس أنظمة التواصل (CCS) حيث إجراءات كهذه هي نتاج التواصل.
2. محاكي لحسبان أنظمة البث يدير العملية بإعادة قائمة القيم التي تبثها مما يسمح بمزيج قوي وهو حسبان لأنظمة البث بمضيف للغات. فتنتج عدة خوارزميات مميزة ونحتاج للممارسة العمليات التي لديها استجابة فريدة من نوعها لكل مدخل فقط. مثل المحاكاة الثنائية الضعيفة.
3. ان الأنظمة الفرعية الخاصة بحسبان أنظمة البث تواجه المترجمين الذين هم بدورهم يسكتون الرسائل وهذا يحد من السمع ويخفي الحديث بين العمليات. وعكس المترجم سوف يغير من نطاقه كليا. مما يسمح بتخصيص جديد لحلقة الاتصال وهي أن البيئة لكل مستخدم ينبغي أن تكون مماثله للمستخدم الآخر.

## الروابط خارجية
- اقتباسات من CiteSeer
- تطبيق TCBS على C ++ - مختبر لدورة «التوازي»[وصلة مكسورة][ رابط معطل دائم ]